# Escola Politècnica Superior d'Enginyeria de Vilanova i la Geltrú
L'Escola Politècnica Superior d'Enginyeria de Vilanova i la Geltrú és un centre d'ensenyament universitari dependent de la Universitat Politècnica de Catalunya i situat a Vilanova i la Geltrú.

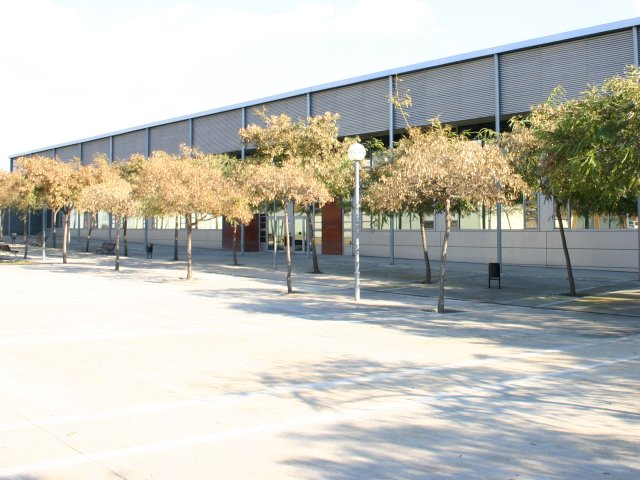
Segon edifici de l'EPSEVG

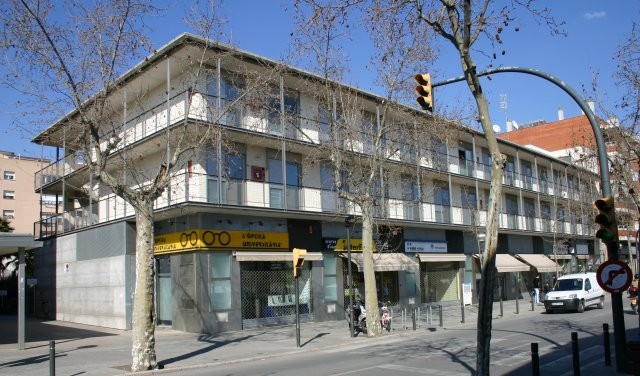
Residència d'estudiants de l'EPSEVG

## Història

### Origen
El seu origen es remunta el 1881, amb la creació de la seva predecessora directa Escola d'Arts i Oficis, que evoluciona fins a fundar-se l'any 1901 l'Escola Superior i Elemental d'Indústries, amb la implantació d'estudis superiors tècnics de Peritatge i Mestratge Industrials, La creació d'una escola tècnica, de fet, és fruit de la necessitat estretament lligada al creixement de la indústria i el desenvolupament econòmic i urbanísitc propi de les societats del segle xix, que a Vilanova i la Geltrú ve acompanyada de l'arribada del ferrocarril, també l'any 1881, la qual cosa obre la ciutat a la resta del país.

### Cronologia[2]
- 1881 - Fundació del Centre Teòric i Pràctic d'Arts i Oficis

És la primera escola tècnica de Vilanova i la Geltrú, amb seu a can Lluch i Rafecas a la Rambla Principal, fruit de la necessitat estretament lligada al creixement de la indústria i al desenvolupament econòmic i urbanístic propi de les societats del segle xix, que a Vilanova i la Geltrú ve acompanyada de l'arribada del ferrocarril, també l'any 1881, cosa que obrirà la ciutat a la resta del país.
- 1886 - Víctor Balaguer i Cirera en fa promoció

Víctor Balaguer, com a figura política influent de l'època, cosa determinant perquè el centre passés a ser l'Escola d'Arts i Oficis, veritable punt de partida de la nostra escola.
El Diario de Villanueva y Geltrú, en la seva edició de 7 de novembre de 1886, donava notícia del Reial Decret en virtud del qual es creava una Escola d'Arts i Oficis a Vilanova i la Geltrú. El text es complementava amb la transcripció del telegrama que adreçava Víctor Balaguer a les autoritats locals en qualitat de diputat pel districte i Ministre d'Ultramar:

```
"Madrid, 6, 4 tarde - El Ministro de Ultramar - Gaceta de hoy publica decreto creando en Cataluña 
una Escuela de Artes y Oficios señalando a esa como residencia. Agradezco en el alma Su Magestad la 
Reina la bondad y alteza de miras que ha tenido para favorecer a Villanueva y Geltrú y felicito de 
todo corazón a esa villa y su digno municipio".
```

- 1890 - Fundació de l'Escola d'Arts i Indústries

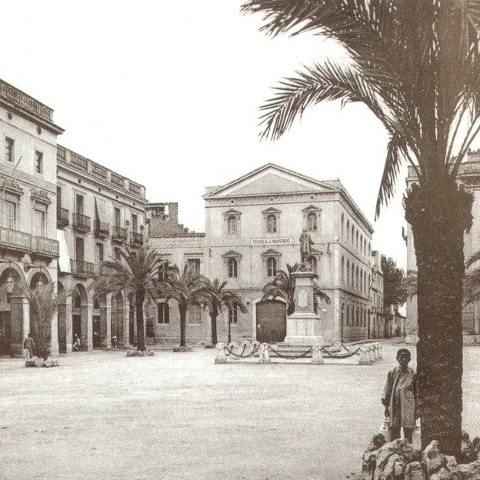
Escola d'arts i indústries a la Plaça de la Vila 1890

Trasllat a les Escoles Ventosa de la Plaça de la Vila, amb uns 300 alumnes matriculats anualment.
- 1901 - Creació de l'Escola Superior i Elemental d'Indústries de Vilanova i la Geltrú

Com a veritable escola d'estudis superiors tècnics de Peritatge i Mestratge Industrials, en les especialitats de Mecànica, Electricitat i Química. El 1902, s'hi afegeix la Tèxtil.
Una evolució natural i necessària de la seva predecessora Escola d'Arts i Oficis des del 1881.
- 1902 - Establiment de Pirelli a Vilanova i la Geltrú

La indústria de Vilanova i la Geltrú, eminentment tèxtil, va emprendre un nou rumb amb la instal·lació de Pirelli, companyia italiana de cables elèctrics.
Pirelli i l'Escola Superior d'Indústries aniran des d'aleshores caminant de bracet.
- 1907 - Una nova denominació, Escola Industrial

Amb una estructura de 4 cursos de Pèrit Industrial, en lloc dels 6 incials, i un de previ preparatori com a estudi elemental. A més, s'hi impartien classes nocturnes per a obrers, que l'any 1912 van arribar a tenir139 alumnes.
- 1916 - Moment àlgid

Es matriculen 644 alumnes entre l'Escola Elemental i la Superior. És una escola tècnica model de qualitat.
Amb això es fa evident la manca d'espai i el 1919 l'Ajuntament aprova l'acord de destinar els terrenys ubicats a la Plaça de l'Estació per a la construcció d'un nou edifici.
- 1923 - S'erradiquen els estudis superiors

Amb l'inici de la Dictadura de Miguel Primo de Rivera. Així doncs passa a ser només una escola elemental.
- 1930 - Primera pedra a la Plaça de l'Estació

Als terrenys que cedeix l'Ajuntament i que havia aconseguit fruit d'un bescanvi amb la companyia dels ferrocarrils MZA.
Fins al 1936 s'hi instal·len els tallers de fusteria, el mecànic i el tèxtil.
Retorna la "Escuela Superior y Elemental del Trabajo"
Coincidint amb el final de la dictadura, es constitueix com a centre de Formació Professional, impartint els títols d'Auxiliar Industrial (Oficial i Mestre) i Tècnic Industrial amb l'especialitat de mecànica; dos anys més tard s'hi afegeix la d'Electricitat.
En el curs 1932-33 ja tornen a haver-hi 300 alumnes matriculats.
- 1936 - La Guerra Civil i la postguerra

Invaliden per segona vegada els ensenyaments de peritatge o tècnic industrial.
De nou ens trobem una Escola Elemental amb estudis d'oficialia i mestratge industrial.
- 1945 - Es restableixen els estudis superiors

Passats els primers anys de postguerra, sota el nom de "Escuela de Péritos Industriales", amb l'especialitat de Mecànica i, el 1949, amb la d'Electricitat.
- 1951 - S'inauguren els tallers en la nova ubicació de la Plaça de l'Estació

El taller d'electricitat es trasllada en els nous terrenys, juntament amb els que ja s'hi havien instal·lat abans de començar la Guerra Civil.
- 1953 - S'inicien els "Cursos de Verano de Estudios Politécnicos"

Es van celebrar fins al 1972, amb una programació ambiciosa i amb la participació entusiasta de molta gent de la ciutat i de fora, com el catedràtic de la Universitat de Madrid, Josep Baltà i Elias, l'economista Fabià Estapé i Rodríguez o un jove Ernest Lluch i Martín.
- 1955 - Apareix la Tuna de l'Escola

Cal situar-la en un clima general de relaxament a mesura que s'atenua l'índex de repressió de la Dictadura.
La Tuna va ser un element representatiu i simbòlic universitari, que va durar fins a 1961. Es fa molt popular a la ciutat i la seva presència es repetia en actes i festes de tota mena, amb sortides cada vegada més ambicioses.
- 1957 - Diverses activitats de caràcter associatiu

Es comencen a promoure en aquells anys, com la revista Estudiantina fundada el 1955, el Club Universitari el 1959 com a local nocturn situat als baixos de l'antiga escola i activitats de caràcter esportiu, com partits de bàsquet i futbol que enfrontaven alumnes de mecànica i electricitat. D'altra banda, també es van començar a organitzar festes com la del Pas de l'Equador i viatges de Fi de Carrera.
- 1960 - Inauguració oficial del tan esperat nou edifici

Situat davant la Biblioteca Museu Víctor Balaguer, a l'ombra doncs del seu gran impulsor.
Amb això finalitza un llarg capítol iniciat el 1930 amb la construcció de les naus-tallers.
- 1964 - S'obté la denominació d'Escola d'Enginyeria Tècnica Industrial

Amb la nova llei d'ordenació de l'ensenyament tècnic, que té el propòsit d'harmonitzar les enginyeries amb els països de la CEE. Aquesta nova legislació exigeix per a l'accés el batxillerat superior i, d'altra banda, desdobla les especialitats clàssiques en ensenyaments més específics.
L'Escola viu una època àlgida arribant als 2.000 alumnes matriculats.
- 1968 - Paral·lelament, es funda l'Institut Politècnic Superior

Que agrupa les escoles tècniques existents a Barcelona, precedent immediat de la Universitat Politècnica de Barcelona de 1971 (UPB), alhora embrió de la Universitat Politècnica de Catalunya (UPC) de 1983.
- 1972 - L'Escola Industrial de Vilanova s'adhereix a la UPB (posterior UPC)

Convertint-se així en Escola Universitària Tècnica Industrial.
- 1977 - 75è aniversari de la fundació de l'escola

Amb un seguit d'actes, textos commemoratius i taules rodones.
- 1978 - Primera ampliació de l'edifici

El 1974 es planteja la necessitat d'edificar la part que dona a la plaça de l'Estació i modificar l'espai que havia acollit les instal·lacions tèxtils amb una nova planta i pis. En aquella zona s'hi ubiquen els laboratoris de química, la foneria i les aules d'oficina tècnica. Les obres finalitzen el 1978.
- 1982 - S'incorporen els estudis en Telecomunicacions, especialitat d'Equips Electrònics

Va ser el primer centre de Catalunya a impartir aquests ensenyaments: una aposta clara per l'evolució tecnològica, que va iniciar-se ja amb l'equip de Joan Majó i Cruzate el 1977.
Amb això el centre es converteix en Escola Universitària Politècnica (EUPB).
- 1989 - S'implanten els estudis de la Diplomatura en Informàtica

En l'especialitat de sistemes Físics i Sistemes Informàtics. Serien substituïts tres anys després, el 1992, pels d'Enginyeria Tècnica en Informàtica de Gestió.
- 1994 - Separació definitiva de l'escola amb els estudis de Formació Professional

Que es traslladen l'edifici que portarà per nom F.Xavier Lluch i Rafecas, enginyer vilanoví i fundador de la primera Escola d'Arts i Oficis.
Una inflexió determinant després de noranta anys compartint espai estudis superiors i elementals.
- 1995 - Inauguració del nou aulari a la plaça de la Bòbila

Per poder satisfer la cada vegada més elevada demanda: el 1994 es van arribar a matricular 3.300 alumnes.
També s'inicia la remodelació de l'edifici amb un annex a la Rambla de l'Exposició.
 Es requalifiquen els estudis amb un nou i ambiciós pla 
Es millora substancialment l'estructura i els continguts dels estudis que s'inicien durant el curs 1995-96:
Enginyer Tècnic de Telecomunicacions, especialitat de Sistemes Electrònics
Enginyer Tècnic Industrial, especialitat de Mecànica
Enginyer Tècnic Industrial, especialitat d'Electricitat
Enginyer Tècnic Industrial, especialitat d'Electrònica Industrial
Enginyer Tècnic Industrial, especialitat de Química Industrial
- 2000 - S'inicia el nou segle amb nous equipaments que transformen l'Escola

Coincidint amb el 1r centenari, a més del nou aulari, s'inauguren:
El Centre Tecnològic, CTVG, adreçat als professors i investigadors i destinat a la recerca.
La nova Biblioteca, amb diferents tipus de sales per 250 persones.
La residència Vila-Nova, que consta de 45 apartaments.
Els nous edificis fan possible que es consolidi un veritable nou Campus Universitari, amb l'eix vertebrador a la Rambla de l'Exposició.
- 2001 - Cent anys d'història ens avalen

- 2003 - S'inicien els estudis de segon cicle d'Enginyeria en Automàtica i Electrònica Industrial

Amb això s'inicien els tràmits per canviar la denominació del centre, com a escola amb estudis superiors en la qual s'ha convertit, per la d'Escola Politècnica Superior d'Enginyeria de Vilanova i la Geltrú (EPSEVG).
- 2024 - Nous estudis de Grau en Enginyeria Elèctrica i Sistemes Ferroviaris.

El Campus UPC Vilanova transforma els estudis d'Enginyeria Elèctrica en els estudis d'Enginyeria Elèctrica i Sistemes Ferroviaris. D'aquesta forma Vilanova i la Geltrú ofereix estudis relacionats amb el mon ferroviari des de Cicles Formatius, Grau Universitari i el Màster al propi campus UPC Vilanova.

### Graus EEES
- àmbit de l'Enginyeria Industrial
  - Grau en Enginyeria de Disseny Industrial i Desenvolupament del Producte
  - Grau en Enginyeria Elèctrica
  - Grau en Enginyeria Electrònica Industrial i Automàtica
  - Grau en Enginyeria Mecànica
- àmbit TIC
  - Grau en Enginyeria Informàtica

### Màsters
- Universitari
  - en Enginyeria en Sistemes Automàtics i Electrònica Industrial
  - en Estudis Avançats en Disseny-Barcelona (MBDesign)
- Màster professional
  - Master Sistemas Ferroviarios y Tracción Eléctrica

### Postgraus
- Postgrau Android: del programador a l'usuari.

### Doctorat
- ERASMUS MUNDUS joint Doctorate in Interactive Cognitive and Environments

## Campus

### Centres i edificis[4]
- A. Edifici principal
- B. Aulari
- C. Centre tecnològic
- D. Biblioteca, Residència
- E. Neàpolis
- F. Laboratori d'Aplicacions Bioacústiques

### Departaments[5]
- 701 Arquitectura de Computadors

- 702 Ciència dels Materials i Enginyeria Metal·lúrgica
- 707 Enginyeria de Sistemes, Automàtica i Informàtica Industrial
- 709 Enginyeria Elèctrica
- 710 Enginyeria Electrònica
- 712 Enginyeria Mecànica
- 713 Enginyeria Química
- 717 Expressió Gràfica a l'Enginyeria
- 721 Física i Enginyeria Nuclear
- 723 Llenguatges i Sistemes Informàtics
- 729 Mecànica de Fluids
- 732 Organització d'Empreses
- 736 Projectes a l'Enginyeria
- 737 Resistència de Materials i Estructures en l'Enginyeria
- 739 Teoria de Senyals i Comunicacions
- 743 Matemàtica Aplicada IV
- 744 Enginyeria Telemàtica